# Château de Coigny
A Coigny kastély, az úgynevezett „régi kastély” a 16-17. századból származik, amely az egykori francia Coigny kommuna területén áll Manche megyében, a normandiai régióban. Az épület részben műemléki védelem alatt áll.

## Elhelyezkedése
A kastély 300 méterre délre található a Saint-Pierre de Coigny templomtól, Montsenelle új településén, a franciaországi Manche megyében.

## Története
A kastélyt Antoine de Franquetot, a roueni parlament elnöke (1627-1637) építtette. A kastélyban 1670. március 16-án született François de Franquetot de Coigny, Coigny első hercege volt az, aki befejezte a munkát.
1886-tól 1920-ig itt működött a mezőgazdasági és tejipari tanszéki iskola.
Ma vendégházzá és koncerthelyszínné alakították át.

## Leírása
A kastély 16-17. századi hatalmas téregyüttes formájában mutatkozik meg, amely megőrizte vizes árkjait, egy központi főépület maradványait, az egykori cotentini tanyaiskolát és hatalmas közösséget a 17. századiból.
Az első emeleten látható egy monumentális itáliai reneszánsz kandalló, oszlopokkal, pilaszterekkel és lombokkal díszítve. Egy 1978. március 30-i rendelet a védett történelmi emlékek közé sorolja.

## Fordítás
- Ez a szócikk részben vagy egészben  a   Château de Coigny című francia Wikipédia-szócikk ezen változatának fordításán alapul.  Az eredeti cikk szerkesztőit annak laptörténete sorolja fel. Ez a jelzés csupán a megfogalmazás eredetét és a szerzői jogokat jelzi, nem szolgál a cikkben szereplő információk forrásmegjelöléseként.